# Chester (Nebraska)
Chester es una villa ubicada en el condado de Thayer en el estado estadounidense de Nebraska. En el Censo de 2010 tenía una población de 232 habitantes y una densidad poblacional de 152,86 personas por km².

## Geografía
Chester se encuentra ubicada en las coordenadas 40°0′37″N 97°37′5″O / 40.01028, -97.61806. Según la Oficina del Censo de los Estados Unidos, Chester tiene una superficie total de 1.52 km², de la cual 1.52 km² corresponden a tierra firme y (0%) 0 km² es agua.

## Demografía
Según el censo de 2010, había 232 personas residiendo en Chester. La densidad de población era de 152,86 hab./km². De los 232 habitantes, Chester estaba compuesto por el 96.55% blancos, el 0% eran afroamericanos, el 0.43% eran amerindios, el 0.86% eran asiáticos, el 0% eran isleños del Pacífico, el 0% eran de otras razas y el 2.16% pertenecían a dos o más razas. Del total de la población el 0% eran hispanos o latinos de cualquier raza.